# الحياة البرية في جبالة
تقع جبالة في شمال غرب المغرب وتتميز الحياة البرية في جبالة بتنوعها و غناها الكبير و ذلك عائد لتنوعها المناخي و لموقعها الفريد بين قارتي أفريقيا و أوروبا الأمر الذي جعلها محطة للأنواع المهاجرة بين الشمال و الجنوب و منحها تنوعا فريدا من حيث نوعية الغطاء النباتي و بالتالي تنوعا من حيث الفونا المستقرة بالمنطقة و قد ساعدها على هذا التنوع تنوع التضاريس في المنطقة.

## تنوع التضاريس
يسيطر على المنطقة انتشار الطابع الجبلي للتضاريس مع انتشار بسيط للسهول في الجنوب الغربي و بعض المناطق الساحلية كما تنتشر الهضاب في الجنوب و أقصى الشرق و تنقسم هذه المنظومة التضاريسية إلى خمسة أقسام
الريف الغربي و يمتد على أقاليم تطوان و الفحص أنجرة و شفشاون و شمال وزان و الجزء الشرقي من إقليمي طنجة أصيلة و العرائش و تتميز هذه المنطقة بتواجد كثيف للبحيرات و الأنهار الصغيرة كما تتميز بارتفاع يتراوح بين 800 متر و 2100 متر و يعد الجبل الأقرع أو الأشهب بارتفاع 2170 متر أعلى قمة في هذا القسم
الريف الأوسط و يمتد على إقليمي الحسيمة و تاونات و تتميز هذه المنطقة بلارتفاعات الشديدة حيث تحتوي على أعلى قمم جبال الريف بينما تنخفض الارتفاعات كلما اتجهنا جنوبا كما تتميز بارتفاع يتراوح بين 650 متر و 2400 متر حيث يحتوي أعلى قمم الريف و هي جبل تدغين بارتفاع 2452 متر
الريف الشرقي و يقتصر الجزء الجبلي من الريف الشرقي على شمال إقليم تازة و غرب إقليم جرسيف و تتميز هذه المنطقة بقلة المجاري المائية و المساحات الغابوية و يتراوح الارتفاع فيها بين 500 متر و 1600 متر و تعتبر قمة جبل شعشوعة أقلى قمة بهذا القسم بارتفاع 1600 متر
المضايق الجنوبية للريف و تمتد هذه المنطقة التلية بين الريف و هضبة سايس و جبال الأطلس في جنوب إقليمي تاونات و وزان و وسط إقليم تازة و تتراوح الارتفاعات فيها بين 500 متر و 1200 متر و تتميز هذه المنطقة بانتشار واسع للأنهار و البحيرات الكبرى و يعتبر جبل زدور أعلى قمة بالمنطقة بارتفاع 1200 متر
جبال تازقة و هي المنطقة الجبلية من جبال الأطلس المتوسط و تشمل الجزء الجنوبي من إقليم تازة و تتميز هذه المنطقة بارتفاع شديد و انتشار مهم للغابات حيث تتراوح الارتفاعات بين 1000 و 1900 متر و يعتبر جبل تازقة أعلى قمة بالمنطقة بارتفاع 1980 متر
سهول اللوكوس و هي المنطقة التي تنتشر بين مصب تاهدارت و بحيرة المرجة الزرقاء و تشمل أجزاء من أقاليم طنجة أصيلة و العرائش و القنيطرة و تتراوح الارتفاعات في هذه المنطقة بين 0 متر في سهول العدير و 800 متر في تلال بني كرفط و تتميز هذه المنطقة بانتشار واسع للمجاري المائية

## التنوع المناخي
تعرف منطقة جبالة تلطيفا مناخيا هاما من حيث درجات الحرارة حيث يساير انخفاض درجة الحرارة كل المسارات التي تنطلق خارج جبالة لتصبح داخلها بسبب هبوب رياح الشرقي و التي تشكل تلال مقدمة جبال الريف حاجزا طبيعيا لها فمثلا يسجل المحرار 39.6 في تيسة المتواجدة بهضبة سايس بجوار مقدمة الريف كمعدل لدرجة الحرارة القصوى خلال شهر غشت فينخفض هذا المعدل في قرية با محمد ليصل 37.6 ثم 36.5 في مدينة تازة كأولى مدن جبالة منالناحية الجنوبية ثم 32 درجة بمدينة تاونات

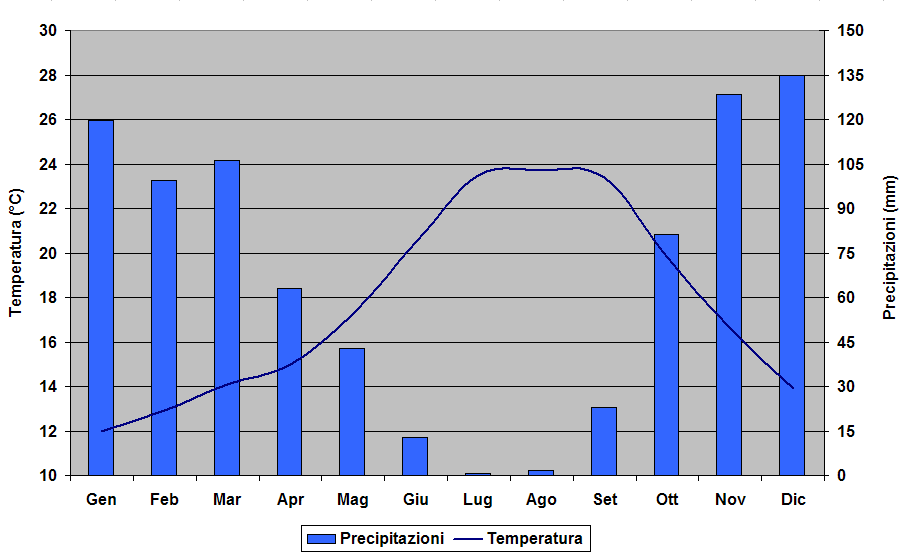
مرصد مدينة طنجة

و كذلك يلاحظ نفس الشيء بالنسبة للواجهة الغربية للمنطقة بالرغم من أنها منطقة سهلية و تلية إلى حد ما حيث يسجل المحرار بمدينة الرماني بهضبة زعير 36 درجة تنخفض عندما نتجه شمالا لتصبح 28.5 درجة في القنيطرة ثم 27.2 في العرائش كأولى المدن الجبلية من الناحية الغربية ثم تصبح 25.7 التي تصنف كأكثر القيم انخفاضا و تسجل في مدينة طنجة
نلاحظ نفس الأمر فيما يخض الاتجاه من الشرق نحو الغرب حيث تسجل القيمة 37.6 في جرسيف إحدى مدن الريف الشرقي و تنخفض هذه القيمة في مرصد آيث حذيفة التي تعد أقرب مرصد للمنطقة الجبلية من الناحية الشرقية لتصل 30.2 ثم تصل في تارجيست إلى 29,2 و تستمر في انخفاض بسيط بمحاذاة الساحل يقابل بانخفاض سريع في الجبال لتصل 27,9 في تمديت ثم 25 درجة في مرصد كثامة و ما ذكر في حالة الدرجة القصوى يمكن تطبيقه بالنسبة للدرجة الدنيا أيضا حيث أن الحرارة الدنيا تتراوح بين -6 و 10 كأقصى قيمة مسجلة في مدينة الجبهة إلا أن أغلب المناطق تتراوح القيمة الدنيا للحرارة في أبرد شهر لها بين 3 و 7 درجات
بالنسبة للتساقطات نجد الأمر نفسه حيث يرتفع المعدل السنوي للتساقطات كلما اقتربنا من جبالة حيث تسجل 551 ملل بتيسة ترتفع لتصبح 572 ملل بقرية با محمد ثم تصل 650 ملل في مدينة غفساي ثم 800 مل في مدينة تاونات لتصل إلى أعلى قيمة لها في إقليم تاونات تسجل في جبل ودكة بقيمة 1758 ملل
و يسجل الأمر نفسه بالنسبة للمنطقة القارية الجنوب شرقية حيث يسجل سنويا 236 ملل في جرسيف لتصل القيمة إلى 720 ملل في مدينة تازة القريبة جدا و يستمر الارتفاع ليصل 1035 ملل بتايناست في شمال إقليم تازة و الأمر نفسه يمكن تطبيقه بشأن التخوم الشرقية المتوسطية حيث يسجل سنويا 293 ملل في رأس الماء و ترتفع القيمة كلما اتجهنا غربا لتصل 327 بالحسيمة كأقرب مرصد ساحلي لجبالة ثم يصل المعدل إلى 400 ملل في تارجيست القارية فإذاتجهنا ناحية الجبال فسنجد أن المعدل يرتفع بشكل سريع جدا ليصل 1616 ملل بكثامة و في حالة استمررنا في الطريق الساحلي نجد 361 ملل في الجبهة ثم 464 ملل في واد لاو و يستمر ارتفاع المعدل ليصل 602 ملل في ريو دي مارتين و يستمر هذا الارتفاع حتى يصل قيمته القصوى في مدينة سبتة بمعدل 960 ملل
من الجهة الوسطى نجد الأمر ذاته حيث ترتفع كمية التساقطات كلما اتجهنا شمالا مبتعدين عن حوض سبو حيث يسجل الممطار قيمة 507 في مدينة سيدي قاسم ثم يستمر الارتفاع حتى يصل 586 ملل في مدينة سوق أربعاء الغرب ثم 906 ملل في مدينة وزان الأقرب و يستمر الارتفاع بشكل سريع مع ارتفاع السطح ليصل 1123 ملل في مرصد زومي ثم أقصى قيمة له في جبل بوهاشم حيث يسجل 2168 ملل و هي أكبر قيمة تسجل في المغرب
تتواجد المنطقة في ثلاث مجالات حيمناخية لكن معظم المناطق تتواجد في المجال الرطب حيث يجدر الذكر أن منطقة جبالة تحتوي كل المناطق الرطبة في المغرب و تسجل أعلى قيم الرطوبة في مناطق كثامة و جبل ودكة وباب بودير و باب أزهار و على العموم فإن أغلب المناطق تتجاوز نسبة الرطوبة بها 70 بالمئة في حين ينتشر البيومناخ الشبه الرطب في مناطق متفرقة في الريفين الأوسط و الشرقي
أما البيومناخ الشبه جاف فيقتصر على المناطق الساحلية شرق واد لاو و في مناطق متفرقة بمضايق الريف الجنوبية و في حوض نهر مسون في الريف الشرقي

## التنوع النباتي

### الصنوبريات
| النوع             | الصورة | التوزيع |
| ----------------- | ------ | --- |
| أرز أطلسي         |        | في المنتزهات الوطنية تالاسمطان - بوهاشم - تازقة و مناطق جبل كلتي - تدغين - جبل تيزيران - مرنيسة و جبل ودكة |
| أرز لبناني        |        | تالاسمطان و بوهاشم                                                                                         |
| أروكاريا          |        | في المناطق الساحلية فقط                                                                                    |
| عرعر شربيني       |        | الريف الشرقي و الأوسط                                                                                      |
| عرعر ٲطلسي        |        | جبال تازقة                                                                                                 |
| عرعر بربري        |        | الريف الشرقي و الأوسط                                                                                      |
| عرعر كريه الرائحة |        | الريف الشرقي و الأوسط                                                                                      |
| عرعر شائع         |        | كل المناطق الجبلية                                                                                         |
| عرعر فينيقي       |        | المناطق المعتدلة                                                                                           |
| شوح               |        | جبل الشويحات                                                                                               |
| شوح ٳسباني        |        | جبل الشويحات و جبال تالاسمطان                                                                              |
| صنوبر أسود        |        | تلاسمطان                                                                                                   |
| صنوبر حلبي        |        | الرميلات - جبل موسى - الحوز - بني حسان - تلاسمطان - بوهاشم - تيزيران - تدغين و تازقة                       |
| الصنوبر البحري    |        | الريف الغربي غرب نهر القنار                                                                                |
| صنوبر كناري       |        | الريف الغربي و منطقتي وزان و تازة                                                                          |
| صنوبر ثمري        |        | فحص طنجة و غابة لابايكا                                                                                    |
| صنوبر بروتي       |        | جبال الريف                                                                                                 |
| صنوبر شعاعي       |        | الريف الغربي و منطقة تازة                                                                                  |
| الصنوبر البحري    |        | الريف الغربي غرب نهر القنار                                                                                |

### الزانيات
| النوع         | الصورة | التوزيع                                                          |
| ------------- | ------ | ---------------------------------------------------------------- |
| سنديان فليني  |        | الريف الغربي و الأوسط - السواحل الأطلسية - تازقة                 |
| سنديان أخضر   |        | كل المنطقة                                                       |
| سنديان قرمزي  |        | المرتفعات المحدودة في الريف الغربي و الأوسط - السواحل المتوسطية  |
| سنديان زاني   |        | الريف الغربي و الأوسط                                            |
| سنديان برانسي |        | إقليم الشاون - منطقة بوهاشم على ارتفاع يتراوح بين 900 و 1800 متر |
| سنديان أشعر   |        | كامل المنطقة                                                     |
| بلوط مغربي    |        | مضيق جبل طارق - جبال الحوز                                       |

### الصابونيات
| النوع             | الصورة | التوزيع                                 |
| ----------------- | ------ | --------------------------------------- |
| فستق حلبي         |        | منطقة المضايق الجنوبية للريف            |
| بطم تربنتيني      |        | كل المنطقة                              |
| بطم عدسي          |        | المناطق التي لا يتعدى ارتفاعها 1200 متر |
| سذاب شديد الرائحة |        | المناطق الجبلية                         |
| سذاب جبلي         |        | المناطق الجبلية 1200                    |
| سذاب مهدب         |        | المناطق الجبلية                         |
| السذاب المالطي    |        | المناطق بٲكملها                         |
| القيقب الغرناطي   |        | الريف الغربي                            |
| قيقب مونبلييه     |        | جبال تازقة                              |
| شكاعة كريتية      |        | المنطقة بٲكملها                         |
| شكاعة عربية       |        | المنطقة بٲكملها                         |
| هجليج مصري        |        | المناطق شبه الجافة في الريف الشرقي      |
| حرمل              |        | المنطقة بٲكملها                         |

### الآسيات
| النوع        | الصورة | التوزيع                       |
| ------------ | ------ | ----------------------------- |
| كافور (شجرة) |        | المناطق المعتدلة              |
| كينا         |        | المناطق المعتدلة              |
| آس           |        | جبال الريف و مضايقها الجنوبية |

### البلوطيات
| النوع     | الصورة | التوزيع                            |
| --------- | ------ | ---------------------------------- |
| قضبان فضي |        | الريف الأوسط بجوار المجاري المائية |
| نغت دبق   |        | الريف الأوسط بجوار المجاري المائية |
| كستناء    |        | الريف الغربي                       |

### الخلنجيات
| النوع                   | الصورة | التوزيع                         |
| ----------------------- | ------ | ------------------------------- |
| خلنج رمادي              |        | الريف الغربي                    |
| خلنج شجري               |        | الريف الغربي                    |
| خلنج أخضر               |        | الريف الغربي                    |
| زهرة الربيع عديمة الساق |        | المنطقة بٲكملها                 |
| القطلب                  |        | الريفين الٲوسط و الغربي         |
| الكايونا الشائعة        |        | الريف الغربي                    |
| خلنج ٲسترالي            |        | الريف الغربي                    |
| خلنج عشبي               |        | المناطق الجبلية في الريف الغربي |
| خلنج ٳيرلندي            |        | الريف الغربي                    |
| خلنج متعدد الٲزهار      |        | المنطقة بٲكملها                 |
| خلنج المكانس            |        | المنطقة بٲكملها                 |
| خلنج انتهائي            |        | الريف الغربي                    |
| خلنج رباعي              |        | الريف الغربي                    |
| أناغالس حلقي            |        | المنطقة بأكملها                 |
| أناغالس أزرق            |        | المنطقة بأكملها                 |
| أناغالس مونيل           |        | الريف الغربي                    |
| الأناغالس الباردة       |        | الريف الغربي                    |
| الأندروسا الحكيمة       |        | المنطقة بأكملها                 |
| الأندروسا المشعرة       |        | المنطقة بأكملها                 |
| قورس                    |        | المنطقة بأكملها                 |
| بخور مريم إفريقي        |        | المنطقة بأكملها                 |
| اللوسيماخوس             |        | الريف الغربي                    |

### الورديات
| النوع             | الصورة | التوزيع                                |
| ----------------- | ------ | -------------------------------------- |
| سدر               |        | المناطق المعتدلة - الجافة و شبه الرطبة |
| عناب              |        | المناطق الجافة و شبه الجافة            |
| زعرور شائع        |        | السهول و التلال و سفوح الجبال          |
| زعرور أوروبي      |        | السهول و التلال و سفوح الجبال          |
| زعرور مهدب        |        | السهول و التلال و سفوح الجبال          |
| بقس البليار       |        | في المرتفعات                           |
| ميس جنوبي         |        | جبال تازقة على علو أقل من 1300 متر     |
| عليق أوروبي       |        | كامل المنطقة                           |
| عليق شجري         |        | كامل المنطقة                           |
| عليق قاسي الأوبار |        | كامل المنطقة                           |
| قراص كبير         |        | كامل المنطقة                           |
| قراص حارق         |        | كامل المنطقة                           |
| جنجل شائع         |        | المناطق الرطبة و شبه الرطبة            |
| ورد دائم الخضرة   |        | المنطقة بٲكملها                        |
| ورد صغير الٲسدية  |        | المنطقة بٲكملها                        |
| ورد قلمي          |        | المنطقة بٲكملها                        |
| نسرين             |        | المنطقة بٲكملها                        |
| ورد مرجي          |        | المنطقة بٲكملها                        |
| ورد مسكي          |        | المنطقة بٲكملها                        |
| ورد سبخي          |        | المنطقة بٲكملها                        |
| دردار ٲصغر        |        | المنطقة بٲكملها                        |
| دردار باسق        |        | المنطقة بٲكملها                        |

### النجميات
| النوع                   | الصورة | التوزيع                                           |
| ----------------------- | ------ | ------------------------------------------------- |
| بكورية حقلية            |        | كل المنطقة                                        |
| بكورية شجيرية           |        | كل المنطقة                                        |
| الشيح الشجيري           |        | كل المنطقة                                        |
| شيح ابن سينا            |        | جبال تازقة                                        |
| الشيح الخراساني         |        | المناطق المنخفضة في الريف الشرقي                  |
| طيون بابونجي            |        | المناطق الرطبة                                    |
| طيون جبلي               |        | المناطق الرطبة                                    |
| طيون دبق                |        | المناطق الرطبة                                    |
| بليس حرجي               |        | المنطقة بٲكملها                                   |
| بليس حولي               |        | المنطقة بٲكملها                                   |
| بليس معمر               |        | المنطقة بٲكملها                                   |
| قصوان شائع              |        | المناطق شبه الرطبة و شبه الجافة                   |
| لسان رفيع الزهرة        |        | المنطقة بٲكملها                                   |
| لسان غليظ الرٲس         |        | المنطقة بٲكملها                                   |
| لسان منحني              |        | المنطقة بٲكملها                                   |
| كركيش مغربي             |        | المنطقة بٲكملها                                   |
| حشيشة السعال            |        | المنطقة بٲكملها                                   |
| جريس عصا يعقوب          |        | المناطق الجبلية                                   |
| جريس خشن                |        | المناطق الجبلية                                   |
| جريس مستدير الٲوراق     |        | المناطق الجبلية                                   |
| ياسيون جبلي             |        | المناطق الجبلية                                   |
| الجريسية                |        | المنطقة بٲكملها                                   |
| اللوبلية الخلنجية       |        | الريف الغربي                                      |
| البليحاء                |        | الريف الغربي                                      |
| تراشليون ٲزرق           |        | المناطق الجبلية                                   |
| جريس ايريني             |        | المنطقة بٲكملها                                   |
| الآرونشينيا             |        | المنطقة بٲكملها                                   |
| قيصوم حلو               |        | المنطقة بٲكملها                                   |
| عاقر قرح أبيض           |        | المنطقة بٲكملها                                   |
| عاقر قرح أصفر           |        | المناطق الجبلية                                   |
| أندريالة كاملة الأوراق  |        | المنطقة بٲكملها                                   |
| أندريالة فضفاضة الأزهار |        | المنطقة بٲكملها                                   |
| أربيان                  |        | المنطقة بٲكملها                                   |
| قرطب أطلسي              |        | المنطقة بٲكملها                                   |
| أرطثيقة                 |        | المنطقة بٲكملها                                   |
| زباد ناعم               |        | المنطقة بٲكملها                                   |
| جلوة شعرية              |        | المنطقة بٲكملها                                   |
| حسيكة إسبانية           |        | الريفين الغربي و الأوسط                           |
| حسيكة ورقية             |        | الريف الغربي                                      |
| قرطم صوفي               |        | المنطقة بٲكملها                                   |
| عصفر                    |        | المنطقة بٲكملها                                   |
| طلسمية                  |        | المنطقة بٲكملها                                   |
| قنطريون جيري            |        | المنطقة بٲكملها                                   |
| قنطريون بني             |        | المنطقة بٲكملها                                   |
| قنطريون مالطي           |        | المنطقة بٲكملها                                   |
| قنطريون جبلي            |        | المناطق الجبلية                                   |
| قنطريون إيطالي          |        | المنطقة بٲكملها                                   |
| قنطريون أسود            |        | المنطقة بٲكملها                                   |
| قنطريون صيفي            |        | المنطقة بٲكملها                                   |
| قنطريون كبريتي          |        | المنطقة بٲكملها                                   |
| قنطريون وحيد الزهرة     |        | المنطقة بٲكملها                                   |
| بابونج مصري             |        | المنطقة بٲكملها                                   |
| هندباء شائعة            |        | المنطقة بٲكملها                                   |
| قطيفة الذرة             |        | المنطقة بٲكملها                                   |
| كوتولا قدم الغراب       |        | المنطقة بٲكملها                                   |
| سراغة طنجية             |        | المنطقة بٲكملها                                   |
| قنطريون عنبري           |        | المنطقة بٲكملها                                   |
| الداتريشيا              |        | المنطقة بٲكملها                                   |
| درونق                   |        | المنطقة بٲكملها                                   |
| قنفذي                   |        | المنطقة بٲكملها                                   |
| منكسفة مفترشة           |        | المنطقة بٲكملها                                   |
| أريغارون غرناطي         |        | الريف الغربي                                      |
| الغافثية القنبية        |        | المنطقة بٲكملها                                   |
| شوك الحليب الأرجواني    |        | المنطقة بٲكملها                                   |
| ذهب الشمس الإيطالي      |        | المنطقة بٲكملها                                   |
| حشيشة السعال            |        | المنطقة بٲكملها                                   |
| أذن القط الناعمة        |        | المنطقة بٲكملها                                   |
| الإسماعيلية             |        | المنطقة بٲكملها                                   |
| اليعقوبية الشائعة       |        | المنطقة بٲكملها                                   |
| يعقوبية شيباء           |        | المنطقة بٲكملها                                   |
| يعقوبية فضية            |        | المنطقة بٲكملها                                   |
| الجورينية               |        | المنطقة بٲكملها                                   |
| حوة (نبات)              |        | المنطقة بٲكملها                                   |
| طرخشقون شائع            |        | المنطقة بٲكملها                                   |
| طرخشقون صغير            |        | المنطقة بٲكملها                                   |
| لمباردا ملحية           |        | المناطق الساحلية                                  |
| الأقحوان البري          |        | المنطقة بأكملها                                   |
| البابونج الذهبي         |        | المنطقة بأكملها                                   |
| الأقحوان الألماني       |        | المنطقة بأكملها                                   |
| لأقحوان الشائع          |        | المنطقة بأكملها                                   |
| العتور                  |        | المناطق شبه الجافة و المعتدلة                     |
| زباد (نبات)             |        | المنطقة بأكملها                                   |
| مرير                    |        | المنطقة بأكملها                                   |
| ينم                     |        | المنطقة بأكملها                                   |
| دبح ألبي                |        | المنطقة بأكملها                                   |
| العرار الشائع           |        | المنطقة بأكملها                                   |
| الغنطريون               |        | المنطقة بأكملها                                   |
| نكد طنجي                |        | الريفين الغربي و الأوسط و اللوكوس                 |
| نكد مريري               |        | المنطقة بأكملها                                   |
| أقحوان مغربي            |        | المنطقة بأكملها                                   |
| السانتولينا             |        | المنطقة بأكملها                                   |
| سكوليمس إسباني          |        | المنطقة بأكملها                                   |
| سكوليمس مبقع            |        | المنطقة بأكملها                                   |
| سلسفي هسباني            |        | المنطقة بأكملها                                   |
| شيخة فرنسية             |        | المنطقة بأكملها                                   |
| شيخة رمادية             |        | المنطقة بأكملها                                   |
| شيخة ساحلية             |        | المناطق الساحلية                                  |
| شيخة أوكسفورد           |        | الريف الغربي                                      |
| شيخة شائعة              |        | المنطقة بأكملها                                   |
| سلبين مريمي             |        | المنطقة بأكملها                                   |
| قضبان ذهبية هارونية     |        | المنطقة بأكملها                                   |
| فتات (نبات)             |        | المنطقة بأكملها                                   |
| النجم                   |        | المنطقة بأكملها                                   |
| مخملية                  |        | المنطقة بأكملها                                   |
| تناستوم                 |        | المنطقة بأكملها                                   |
| أطريفل الماء            |        | بجوار المياه السطحية بالمناطق الرطبة و شبه الرطبة |
| فيقوع ملتح              |        | المنطقة بأكملها                                   |
| تراجوبوجون شائع         |        | المنطقة بأكملها                                   |
| حشيشة السعال            |        | المنطقة بأكملها                                   |
| عضيض كبير الأزهار       |        | المنطقة بأكملها                                   |
| تاج ذهبي                |        | المنطقة بأكملها                                   |
| فولوتاريا               |        | المنطقة بأكملها                                   |
| لزيق                    |        | المنطقة بأكملها                                   |
| حنوة مغلقة              |        | المنطقة بأكملها                                   |

### الحمحميات
| النوع                  | الصورة | التوزيع                 |
| ---------------------- | ------ | ----------------------- |
| كحلاء مصبوغة           |        | الريف الغربي            |
| لسان الثور الأزرق      |        | المنطقة بأكملها         |
| لسان الثور المتموج     |        | الريف الغربي            |
| حشيشة الجنون الألمانية |        | المنطقة بأكملها         |
| حمحم مخزني             |        | المنطقة بأكملها         |
| حمحم ترابوتي           |        | المنطقة بأكملها         |
| فويلة حمحمية           |        | في المنطقة بأكملها      |
| لسان الكلب             |        | الريف الغربي            |
| زهرة الأفعى الكريتية   |        | المنطقة بأكملها         |
| زهرة الأفعى الحملية    |        | الريفين الغربي و الأوسط |
| زهرة الأفعى الرملية    |        | سواحل الريف الغربي      |
| زهرة الأفعى الحديبية   |        | الريف الغربي            |
| كلاندورا مغربية        |        | في المنطقة بأكملها      |
| رقيب الشمس الملحي      |        | بجوار شواطئ البحر       |
| الليثودورا             |        | في المنطقة بأكملها      |
| الحماط                 |        | المنطقة بأكملها         |
| أذن الفأر الألبية      |        | جبال الريف              |
| أذن الفأر الحقلية      |        | المنطقة بأكملها         |
| أذن الفأر الراموسية    |        | المنطقة بأكملها         |
| أذن الفأر المجعدة      |        | المنطقة بأكملها         |
| أذن الفأر المستلقية    |        | في المنطقة بأكملها      |
| أذن الفأرالفضفاضة      |        | في المنطقة بأكملها      |
| الأونوسما              |        | المنطقة بأكملها         |

### الشفويات
| النوع             | الصورة | التوزيع                                      |
| ----------------- | ------ | -------------------------------------------- |
| إكليل الجبل       |        | المناطق شبه الرطبة بالريف الغربي             |
| عينون             |        | المناطق شبه الرطبة                           |
| عينون قزمي        |        | جبال تازقة                                   |
| جاكراندا          |        | السهول الساحلية                              |
| فل                |        | المناطق التي لا يتجاوز ارتفاعها 1000 متر     |
| ياسمين شجيري      |        | المناطق التي لا يتجاوز ارتفاعها 1000 متر     |
| حبق               |        | في المنطقة بأكملها                           |
| ضرم مسنن          |        | المناطق الرطبة و شبه الرطبة                  |
| ضرم فرنسي         |        | المناطق الجبلية                              |
| ضرم مصري          |        | في المنطقة بأكملها                           |
| مران رفيع الأوراق |        | المنطقة بأكملها                              |
| مران أطلسي        |        | جبال تازقة                                   |
| الزيتون البري     |        | في المنطقة بأكملها                           |
| مردقوش شائع       |        | في المنطقة بأكملها                           |
| مردقوش كبير       |        | في المنطقة بأكملها                           |
| ندغ سالزمان       |        | الريف الغربي                                 |
| قصعين طبي         |        | في المنطقة بأكملها                           |
| قصعين جزائري      |        | جبال الريف                                   |
| قصعين انتربتا     |        | الريف الغربي                                 |
| قصعين ٲوشيري      |        | جبال تازقة                                   |
| عجوقة عطرية       |        | في المنطقة بأكملها                           |
| عجوقة ٲرضية       |        | في المنطقة بأكملها                           |
| نعناع بري         |        | في مقدمة جبال الريف و الجبال متوسطة الارتفاع |

### النخيليات
| النوع | الصورة | التوزيع            |
| ----- | ------ | ------------------ |
| الدوم |        | في المنطقة بأكملها |

### البلسانيات
| النوع             | الصورة | التوزيع                              |
| ----------------- | ------ | ------------------------------------ |
| عسلة برانسية      |        | الريفين الغربي و الأوسط              |
| عسلة زرقاء        |        | الريفين الغربي و الأوسط              |
| رباطية لاتينية    |        | الريفين الغربي و الأوسط و جبال تازقة |
| زعرور أوروبي      |        | السهول و التلال و سفوح الجبال        |
| زعرور مهدب        |        | السهول و التلال و سفوح الجبال        |
| بقس البليار       |        | في المرتفعات                         |
| ميس جنوبي         |        | جبال تازقة على علو أقل من 1300 متر   |
| عليق أوروبي       |        | كامل المنطقة                         |
| عليق شجري         |        | كامل المنطقة                         |
| عليق قاسي الأوبار |        | كامل المنطقة                         |
| قراص كبير         |        | كامل المنطقة                         |
| قراص حارق         |        | كامل المنطقة                         |

### الحوذانيات
| النوع                   | الصورة | التوزيع      |
| ----------------------- | ------ | ------------ |
| شقيقة النعمان           |        | كامل المنطقة |
| شقائق النعمان البنفسجية |        | كامل المنطقة |
| خشخاش منوم              |        | كامل المنطقة |

### الكرنبيات
| النوع | الصورة | التوزيع                        |
| ----- | ------ | ------------------------------ |
| جرجير |        | كل المنطقة                     |
| دفلى  |        | كل المناطق حتى ارتفاع 2000 متر |

### الباذنجانيات
| النوع               | الصورة | التوزيع                                  |
| ------------------- | ------ | ---------------------------------------- |
| يبروح طبي           |        | اللوكوس و السواحل الأطلسية               |
| الحبيلة             |        | المناطق التي لا يتجاوز ارتفاعها 1400 متر |
| عبعب منوم           |        | بجوار المناطق الحضرية                    |
| ست الحسن            |        | الريف الغربي                             |
| داتورا لاشوكية      |        | المنطقة بأكملها                          |
| ملكة الليل الخضراء  |        | الريف الغربي                             |
| داتورا صفراوية      |        | المنطقة بأكملها                          |
| داتورا ماثلة        |        | المنطقة بأكملها                          |
| بنج أسود            |        | المناطق الرطبة و شبه الرطبة              |
| عوسج                |        | المنطقة بأكملها                          |
| اللساس الأوروبي     |        | المنطقة بأكملها                          |
| تبغ أزرق            |        | تلال مقدمة الريف                         |
| التوماتيلو          |        | الريف الغربي                             |
| سلاپنتشورا الپامپاس |        | المنطقة بأكملها                          |
| المغد الحلو المر    |        | المناطق الرطبة و شبه الرطبة              |
| المغد فضي الأوراق   |        | المناطق الرطبة و شبه الرطبة              |
| تفاح الشيطان        |        | المنطقة بأكملها                          |
| مغد أسود            |        | المنطقة بأكملها                          |
| المغد الشائك        |        | الريف الغربي                             |
| المغد الدبق         |        | الريف الغربي                             |
| المغد الصوفي        |        | المناطق الرطبة و شبه الرطبة بالريف       |

### الفراشيات
| النوع              | الصورة | التوزيع         |
| ------------------ | ------ | --------------- |
| الرتم وحيد البذرة  |        | الشواطئ الرملية |
| الرتم كروية الثمرة |        | جبال تازقة      |

### البروقيات
| النوع            | الصورة | التوزيع                    |
| ---------------- | ------ | -------------------------- |
| بروق كبير الثمار |        | الارتفاعات أقل من 2000 متر |
| بروق صيفي        |        | سهول اللوكوس               |
| بروق كرزي        |        | كل المنطقة                 |

### الغاريات
| النوع         | الصورة | التوزيع                                                       |
| ------------- | ------ | ------------------------------------------------------------- |
| الغار الشائع  |        | الريفين الغربي و الأوسط في الجبال الرطبة ذات الارتفاع المحدود |
| الغار الآزوري |        | الريفين الغربي و الأوسط في الجبال الرطبة ذات الارتفاع المحدود |

### القرنفليات
| النوع        | الصورة | التوزيع               |
| ------------ | ------ | --------------------- |
| حماض السحالي |        | المنطقة بأكملها       |
| حماض بستاني  |        | المنطقة بأكملها       |
| حميض         |        | المنطقة بأكملها       |
| حماض أصفر    |        | المنطقة بأكملها       |
| حماض حامض    |        | المنطقة بأكملها       |
| حماض تفه     |        | المنطقة بأكملها       |
| حماض الغنم   |        | المنطقة بأكملها       |
| حماض درقي    |        | المنطقة بأكملها       |
| حماض نهري    |        | بجوار المجاري المائية |
| حماض بريطاني |        | المنطقة بأكملها       |
| بقلة حمقاء   |        | المنطقة بأكملها       |
| قرنفل شائع   |        | المنطقة بأكملها       |
| قرنفل مشعر   |        | المنطقة بأكملها       |
| رغل محلي     |        | المنطقة بأكملها       |

### الكنباثيات
| النوع        | الصورة | التوزيع         |
| ------------ | ------ | --------------- |
| كنباث الحقول |        | المنطقة بأكملها |
| كنباث عملاق  |        | المنطقة بأكملها |
| كنباث سبخي   |        | المنطقة بأكملها |

### السرخسيات
| النوع                     | الصورة | التوزيع                       |
| ------------------------- | ------ | ----------------------------- |
| سرخس انكوري شائع          |        | المنطقة بأكملها               |
| لسان الافعى القزم         |        | المنطقة بأكملها               |
| سرخس لسان الافعى          |        | المنطقة بأكملها               |
| سرخس البلوط الأسود        |        | المناطق المعتدلة و شبه الجافة |
| سرخس البلوط الحبشي        |        | المناطق المعتدلة و شبه الجافة |
| سرخس البلوط صدئ الظهر     |        | المنطقة بأكملها               |
| سرخس البلوط البحري        |        | شواطئ البحر                   |
| سرخس البلوط الصخري        |        | المنطقة بأكملها               |
| سرخس بلوط الجدران         |        | المنطقة بأكملها               |
| الحريش                    |        | المنطقة بأكملها               |
| سرخس البلوط الشمالي       |        | المنطقة بأكملها               |
| سرخس البلوط الشعري        |        | المنطقة بأكملها               |
| سرخس البلوط الأخضر        |        | المنطقة بأكملها               |
| سرخس السيدات الشائع       |        | المنطقة بأكملها               |
| سرخس الغزلان              |        | المنطقة بأكملها               |
| سرخس هش                   |        | المنطقة بأكملها               |
| سرخس قدم الأرننب الكنارية |        | الريف الغربي                  |
| سرخس عقابي                |        | الريف الغربي                  |
| سرخس الخشب المتسسلخ       |        | المنطقة بأكملها               |
| سرخس الخشب الشائع         |        | المنطقة بأكملها               |
| سرخس الدرع القاسي         |        | المنطقة بأكملها               |
| البهشية                   |        | المنطقة بأكملها               |
| سرخس الدرع اللين          |        | المنطقة بأكملها               |
| سرخس بوسطن                |        | الريف الغربي                  |
| سرخس كمبري                |        | المنطقة بأكملها               |
| سرخس شائع                 |        | المنطقة بأكملها               |
| كزبرة البئر               |        | المنطقة بأكملها               |
| ديشار مخطط                |        | المنطقة بأكملها               |
| سرخس المستنقعات           |        | حوض اللكوس - تاهدارت و بوهاشم |

### السرخسيات الملكية
| النوع          | الصورة | التوزيع         |
| -------------- | ------ | --------------- |
| سرخس ملكي شائع |        | المنطقة بأكملها |

### الميلبيغيات
| النوع                 | الصورة | التوزيع                                              |
| --------------------- | ------ | ---------------------------------------------------- |
| خروع                  |        | في جميع المناطق ذات ارتفاع أقل من 1000 متر           |
| فربيون منشاري         |        | المنطقة بأكملها                                      |
| فربيون ببلوس          |        | المنطقة بأكملها                                      |
| فربيون شجري           |        | المنطقة بأكملها                                      |
| جيجان                 |        | المنطقة بأكملها                                      |
| فربيون منجلي          |        | المنطقة بأكملها                                      |
| حماض الغنم            |        | المنطقة بأكملها                                      |
| حماض درقي             |        | المنطقة بأكملها                                      |
| حماض نهري             |        | بجوار المجاري المائية                                |
| حماض بريطاني          |        | المنطقة بأكملها                                      |
| صفصاف بابلي           |        | بجوار المجاري المائية                                |
| الصفصاف ثلاثي الٲسدية |        | بجوار المجاري المائية في المناطق الرطبة و شبه الرطبة |
| صفصاف ٲبيض            |        | بجوار البحيرات و ضفاف الٲنهار                        |
| صفصاف ٲرجواني         |        | بجوار المجاري المائية                                |
| صفصاف زنيدي           |        | بجوار المجاري المائية                                |
| صفصاف ٲرمد            |        | بجوار المجاري المائية في المناطق الجبلية و التلية    |
| الصفصاف الزيزفوني     |        | بجوار المجاري المائية في المناطق الرطبة              |
| بنفسج                 |        | المنطقة بٲكملها                                      |
| حميط وليلي            |        | المناطق المعتدلة                                     |

### الخبازيات
| النوع                 | الصورة | التوزيع         |
| --------------------- | ------ | --------------- |
| خبازة خطمية           |        | المنطقة بأكملها |
| خبازة برية            |        | المنطقة بأكملها |
| خبازة شجرية           |        | المنطقة بأكملها |
| خبازة مسكية           |        | المنطقة بأكملها |
| خبازة مهملة           |        | المنطقة بأكملها |
| خبازة نيسية           |        | المنطقة بأكملها |
| لافترية تورنغية       |        | المنطقة بأكملها |
| قريضة حورية الٲوراق   |        | المنطقة بٲكملها |
| قريضة زغبية شاحبة     |        | المنطقة بٲكملها |
| قريضة كريتية          |        | المنطقة بٲكملها |
| قريضة عنبرية          |        | المنطقة بٲكملها |
| قريضة مبيضة           |        | المنطقة بٲكملها |
| قريضة متباينة الٲوراق |        | المنطقة بٲكملها |
| قريضة مريمية الٲوراق  |        | المنطقة بٲكملها |
| قريضة مونبيلييه       |        | المنطقة بٲكملها |
| اللزاز                |        | المنطقة بٲكملها |
| القطنوس               |        | المنطقة بٲكملها |
| قريضة حورية الٲوراق   |        | المنطقة بٲكملها |

### الحماضيات
| النوع         | الصورة | التوزيع         |
| ------------- | ------ | --------------- |
| أقصليس ماعزي  |        | المنطقة بأكملها |
| أقصليس حلزوني |        | المنطقة بأكملها |
| أقصليس عملاق  |        | المنطقة بأكملها |
| أقصليس مصفر   |        | المنطقة بأكملها |
| أقصليس ديليني |        | المنطقة بأكملها |

### الجنطانيات
| النوع               | الصورة | التوزيع         |
| ------------------- | ------ | --------------- |
| دفلى                |        | المنطقة بأكملها |
| عناقية كبرى         |        | المنطقة بأكملها |
| عناقية متوسطة       |        | المنطقة بأكملها |
| مديد مدبب           |        | المنطقة بأكملها |
| غلقى                |        | المنطقة بأكملها |
| بلاكستونيا صفراء    |        | المنطقة بأكملها |
| السنتوريا الأوروبية |        | الريف الغربي    |
| السنتوريا الصغيرة   |        | المنطقة بأكملها |
| غلقى                |        | المنطقة بأكملها |
| غلقى                |        | المنطقة بأكملها |

### الهليونيات
| النوع       | الصورة | التوزيع                       |
| ----------- | ------ | ----------------------------- |
| العنصل      |        | السهول الساحلية               |
| شجرة التنين |        | سان أمارو و جبل موسى          |
| ٲغاف ٲمريكي |        | المناطق المعتدلة و شبه الجافة |

### الحرابيات
| النوع               | الصورة | التوزيع         |
| ------------------- | ------ | --------------- |
| بهشية مائية الٲوراق |        | المناطق الجبلية |

### القبئيات
| النوع      | الصورة | التوزيع                     |
| ---------- | ------ | --------------------------- |
| حلفا سبخية |        | الريف الشرقي و حوض ورغة     |
| خرفار مزرق |        | المناطق الرطبة و شبه الرطبة |
| خرفار ٲقطع |        | المناطق الرطبة و شبه الرطبة |

### الخيميات
| النوع                       | الصورة | التوزيع                  |
| --------------------------- | ------ | ------------------------ |
| عشقة متسلقة                 |        | الريف الشرقي و حوض ورغة  |
| خلة شيطانية                 |        | المنطقة بأكملها          |
| خلة بلدية                   |        | المنطقة بأكملها          |
| الأطريلال                   |        | المنطقة بأكملها          |
| شبت                         |        | المنطقة بأكملها          |
| سرفيل شائع                  |        | المنطقة بأكملها          |
| سرفيل أنطرسكي حرجي          |        | المنطقة بأكملها          |
| الأستيداميا                 |        | المنطقة بأكملها          |
| الآثامانتا                  |        | المنطقة بأكملها          |
| البيوفرا                    |        | المنطقة بأكملها          |
| بنيون                       |        | المنطقة بأكملها          |
| دبيق مغزلي الأوراق          |        | المنطقة بأكملها          |
| دبيق نحيل                   |        | المنطقة بأكملها          |
| كاشريس                      |        | المنطقة بأكملها          |
| قوقال                       |        | المنطقة بأكملها          |
| شوكران أبقع                 |        | المنطقة بأكملها          |
| قرثمن بحري                  |        | المنطقة بأكملها          |
| قرصعنة البحر الأبيض المتوسط |        | المناطق المعتدلة         |
| قرصعنة حلقية                |        | المنطقة بأكملها          |
| كلخ شائع                    |        | المنطقة بأكملها          |
| كلخ طنجي                    |        | المنطقة بأكملها          |
| الفيرولاگو                  |        | المنطقة بأكملها          |
| شمرة شائعة                  |        | المنطقة بأكملها          |
| هرقلية سفندوليونية          |        | المنطقة بأكملها          |
| الماجيداريس الصقلي          |        | المنطقة بأكملها          |
| شوكران المياه               |        | المنطقة بأكملها          |
| سانيكولة ٲوروبية            |        | المنطقة بأكملها          |
| سمورنيون بقلي               |        | المنطقة بأكملها          |
| سمورنيون محيطي الٲوراق      |        | المنطقة بأكملها          |
| قميلة حلقية                 |        | المنطقة بأكملها          |
| قميلة ياباية                |        | المنطقة بأكملها          |
| قميلة عقدية                 |        | المنطقة بأكملها          |
| نانخة                       |        | المنطقة بأكملها          |
| عشقة كنارية                 |        | حوض اللكوس و مقدمة الريف |
| عشقة ٳيبيرية                |        | الريفين الغربي و الٲوسط  |
| عشقة مغربية                 |        | المنطقة بأكملها          |

### الفويات
| النوع     | الصورة | التوزيع                 |
| --------- | ------ | ----------------------- |
| فوة صبغية |        | الريف الشرقي و حوض ورغة |

### الفوليات
| النوع      | الصورة | التوزيع                     |
| ---------- | ------ | --------------------------- |
| قندول شعري |        | المناطق الرطبة و شبه الرطبة |
| قندول شوكي |        | المناطق الرطبة و شبه الرطبة |

### الممشقيات
| النوع    | الصورة | التوزيع      |
| -------- | ------ | ------------ |
| الآدوكسا |        | الريف الغربي |

## التنوع الحيواني

### الثدييات
| النوع                          | الصورة | التوزيع                                                                                |
| ------------------------------ | ------ | -------------------------------------------------------------------------------------- |
| ابن آوى الذهبي                 |        | سائر المنطقة                                                                           |
| أرنب ٲوروبي                    |        | جبال الريف                                                                             |
| الٲرنب المغربي                 |        | في كل المناطق التي لا يتجاوز ارتفاعها 2000 متر                                         |
| الٲرنب الغرناطي                |        | ٲقصى شمال الريف الغربي                                                                 |
| ضأن بربري                      |        | منتزه تازقة                                                                            |
| أسد بربري                      |        | منقرض حاليا من البرية لكن الاعداد المتبقية بحديقة الحيوان بالرباط تنتمي إلى جبال تازقة |
| ثعلب أحمر                      |        | المناطق الجبلية في المنطقة                                                             |
| قضاعة (حيوان)                  |        | كامل المنطقة                                                                           |
| خنزير بري                      |        | في المنطقة بأكملها                                                                     |
| مكاك بربري                     |        | جبال تازقة و الريف الغربي                                                              |
| غزال دوركاس                    |        | هضبة شيكر                                                                              |
| فٲر المنازل                    |        | المنطقة بٲكملها                                                                        |
| الفٲر الجزائري                 |        | المنطقة بٲكملها                                                                        |
| الفٲر البربري                  |        | المناطق الجبلية                                                                        |
| فٲر الخشب                      |        | جبال الريف و حوضي اللوكوس و تاهدارت                                                    |
| جرذ ٲسود                       |        | المناطق الجبلية                                                                        |
| الفٲر السنجابي                 |        | المنطقة بٲكملها                                                                        |
| الفٲر النرويجي                 |        | المنطقة بٲكملها                                                                        |
| الزباب الٲفريقي                |        | المنطقة بٲكملها                                                                        |
| الزباب الشائع                  |        | المنطقة بٲكملها                                                                        |
| الزباب القزم                   |        | جبال الحوز و بني حزمر                                                                  |
| ابن عرس                        |        | المنطقة بٲكملها                                                                        |
| فهد شمال ٲفريقيا               |        | غابات تازقة                                                                            |
| القنفذ الجزائري                |        | المنطقة بٲكملها                                                                        |
| زبابة الفيل الشمال ٳفريقية     |        | المنطقة بٲكملها                                                                        |
| ٲبو شوك                        |        | المنطقة بٲكملها                                                                        |
| سنجاب بربري                    |        | جبال تازقة و منطقة تازة                                                                |
| يربوع الشمال ا لٳفريقي         |        | الريفين الٲوسط و الشرقي - مقدمة الريف و تازقة                                          |
| الزبابة بيضاء الٲسنان العملاقة |        | المنطقة بٲكملها                                                                        |
| الخفاش طويل الٲصابع            |        | جبال الريف                                                                             |
| خفاش داوبنتون                  |        | الريف الغربي                                                                           |
| خفاش جوفروي                    |        | المنطقة بٲكملها                                                                        |
| خفاش ناترير                    |        | جبال تازقة                                                                             |
| خفاش فيلتن                     |        | المنطقة بٲكملها                                                                        |
| خفاش سافي                      |        | الريفين الغربي و الٲوسط                                                                |
| خفاش نوكتيل العملاق            |        | الريف الٲوسط - مقدمة الريف و جبال تازقة                                                |
| خفاش نوكتيل الصغير             |        | المنطقة بٲكملها                                                                        |
| خفاش نوكتيل الشائع             |        | المنطقة بٲكملها                                                                        |
| خفاش كوهل                      |        | المنطقة بٲكملها                                                                        |
| خفاش الندى                     |        | سان ٲمارو                                                                              |
| الخفاش عازم الجناح الشائع      |        | المنطقة بٲكملها                                                                        |
| الخفاش عديم الذيل الٲوروبي     |        | المنطقة بٲكملها                                                                        |
| خفاش حدوة الحصان المتوسطي      |        | المنطقة بٲكملها                                                                        |
| خفاش حدوة الحصان العملاق       |        | الريفين الٲوسط و الشرقي - مقدمة الريف و اللوكوس                                        |
| خفاش حدوة الحصان القزم         |        | المنطقة بٲكملها                                                                        |
| خفاش حدوة الحصان موهيلي        |        | المنطقة بٲكملها                                                                        |
| قط بري                         |        | المنطقة بٲكملها                                                                        |
| قط ليبي                        |        | المنطقة بٲكملها                                                                        |
| الوشق الٲيبيري                 |        | جبال تالاسمطان                                                                         |
| الزريقاء الشائعة               |        | المنطقة بٲكملها                                                                        |
| نمس مصري                       |        | المنطقة بٲكملها                                                                        |
| ابن عرس الٲوروبي               |        | جبال الريف                                                                             |
| فقمة الراهب المتوسطية          |        | سواحل بني بوفراح - بني يطفت و مسطاسة (المنتزه الوطني للحسيمة)                          |
| ٲيل ٲحمر                       |        | جبال الريف و تازقة                                                                     |
| الوعل ا لٳسباني                |        | سان ٲمارو                                                                              |
| ٲروية (حيوان)                  |        | جبال تازقة                                                                             |
| يربوع غربي                     |        | الريفين الٲوسط و الغربي و مقدمة جبال الريف                                             |
| عضل ٲليان                      |        | المنطقة بٲكملها                                                                        |
| فٲر الٲثداء الغيني             |        | المنطقة بٲكملها                                                                        |
| قندي شائع                      |        | الريف الشرقي                                                                           |
| عناق الٲرض                     |        | الريفين الغربي و الٲوسط و حوض اللكوس                                                   |
| نمر بربري                      |        | جبال بوهاشم                                                                            |
| ضبع مخطط                       |        | جبال بوهاشم                                                                            |
| ٲيل بربري                      |        | جبال تازقة                                                                             |

### الزواحف
| النوع                   | الصورة | التوزيع                                     |
| ----------------------- | ------ | ------------------------------------------- |
| الوزغة نصفية الأصابع    |        | المناطق المجاورة للسواحل                    |
| التارينتولا المورية     |        | المرتفعات الساحلية                          |
| الأفعى الحرة            |        | كل المنطقة                                  |
| أفعى ليبيتي             |        | كل المنطقة                                  |
| أفعى لاطاست القرناء     |        | المناطق الجبلية التي يفوق ارتفاعها 1000 متر |
| الأفعى القرناء          |        | الريف الشرقي                                |
| حنش حدوة الحصان         |        | كامل المنطقة                                |
| التيمون الرضاع          |        | الريفين الأوسط و الشرقي - حوض ورغة و تازقة  |
| التيمون الأبوي          |        | المنطقة بأكملها                             |
| التيمون الطنجي          |        | جبال الريف و تازقة                          |
| حرباء شائعة             |        | المنطقة بأكملها                             |
| برص منازل البحر المتوسط |        | المنطقة بأكملها                             |
| سحلية الجدران الإيبيرية |        | جبال الريف و تازقة و مضايق جبال الريف       |
| سحلية جزائرية           |        | المنطقة بأكملها                             |
| سحلية إسبانية           |        | جبال الريف الغربي و الأوسط                  |
| الأفعى الناعمة الجنوبية |        | المنطقة بأكملها                             |
| الأفعى آكلة البيض       |        | المنطقة بأكملها                             |
| ثعبان خضاري             |        | المنطقة بأكملها                             |
| أفعى المياه             |        | المنطقة بأكملها                             |
| أفعى العشب              |        | جبال الريف و تازقة                          |
| أفعى مجهرية             |        | جبال الريف                                  |
| سلحفاة البرك الأوروبية  |        | الريفين الغربي و الأوسط و حوض اللكوس        |
| سلحفاة البرك الإسبانية  |        | المنطقة بأكملها                             |
| سلحفاة مهمازية الورك    |        | المنطقة بأكملها                             |
| سحلية دفانة             |        | المنطقة بأكملها                             |
| السحلية شوكية القدمين   |        | المنطقة بأكملها                             |
| الأفعى الملساء الزائفة  |        | المنطقة بأكملها                             |

### البرمائيات
| النوع                        | الصورة | التوزيع                                    |
| ---------------------------- | ------ | ------------------------------------------ |
| سمندل مضلع إيبيري            |        | الريفين الغربي و الأوسط - اللكوس - تاهدارت |
| السمندل الناري الشمال إفريقي |        | جبال الريف و تازقة                         |
| العلجوم الأخضر الإفريقي      |        | الريف الغربي - اللكوس و تازقة              |
| الضفدع المتوسطي              |        | كل المنطقة                                 |
| الضفدع أبيض البطن المغربي    |        | المنطقة بأكملها                            |
| الضفدع البربري               |        | المنطقة بأكملها                            |

### الطيور
| النوع                      | الصورة | التوزيع                                                         |
| -------------------------- | ------ | --------------------------------------------------------------- |
| الخضيري                    |        | بحيرات الساحل الأطلسي                                           |
| شهرمان                     |        | البحيرات و المستنقعات الجبلية                                   |
| شرشير مخطط                 |        | البحيرات و الأنهار                                              |
| صواي                       |        | يشتي في البحيرات                                                |
| أبو ملعقة أبيض             |        | يشتي في البحيرات                                                |
| شرشير صيفي                 |        | يشتي في البحيرات                                                |
| الحذف الشتوي               |        | يشتي في البحيرات                                                |
| بلقشة حمراء الصدر          |        | يشتي في البحيرات                                                |
| البط الأشقر                |        | يشتي في البحيرات                                                |
| زرقاي                      |        | يشتي في البحيرات                                                |
| بطة حديدية                 |        | يشتي في البحيرات                                                |
| حمراوي                     |        | يشتي في البحيرات                                                |
| بط بري أزرق الجناحين       |        | يشتي قبالة السواحل                                              |
| بط سماري                   |        | يشتي في البحيرات                                                |
| بط رأس المجرفة             |        | يشتي في البحيرات                                                |
| شهرمان شائع                |        | يشتي في البحيرات                                                |
| بط أسقطور                  |        | يشتي في السواحل                                                 |
| بلبل أحمر العينين          |        | كل المنطقة                                                      |
| بلبل أسخم الرأس            |        | كل المنطقة                                                      |
| بلبل أسود الرأس            |        | كل المنطقة                                                      |
| بلبل أصفر العجز            |        | كل المنطقة                                                      |
| بلبل بني الصدر             |        | كل المنطقة                                                      |
| بلبل رمادي البطن           |        | كل المنطقة                                                      |
| بلبل زيتوني الجناحين       |        | كل المنطقة                                                      |
| بلبل شائع                  |        | كل المنطقة                                                      |
| بلبل متتالي الأذنين        |        | كل المنطقة                                                      |
| بلبل مخطط                  |        | كل المنطقة                                                      |
| لقلق أبيض                  |        | كل المنطقة                                                      |
| لقلق أسود                  |        | حوض اسمير و بحيرات الحوز                                        |
| أبو المغازل                |        | مصبات الأنهار و البحيرات الساحلية                               |
| بقويقة سوداء الذيل         |        | يشتي في البحيرات و الأنهار و الشواطئ                            |
| بقويقة مخطط الذيل          |        | يشتي في الشواطئ الأطلسية                                        |
| نسر أبو ذقن                |        | شبه منقرض في جبل موسى و تالاسمطان و بوهاشم                      |
| بومة قصيرة الأذن           |        | كل المنطقة                                                      |
| بومة مصاصة                 |        | المناطق التلية و السهلية و سفوح الجبال                          |
| البوم الفرعوني             |        | المنطقة بأكملها                                                 |
| البومة السمراء             |        | المناطق الغابوية الجبلية                                        |
| بوم صياح شرقي              |        | المناطق الغابوية الجبلية                                        |
| بومة طويلة الأذن           |        | الهضاب و السهول المشجرة                                         |
| بومة المناقع               |        | تشتي في المنطقة                                                 |
| بومة المناقع الإفريقية     |        | مستنقعات اللوكوس                                                |
| أبو مقص                    |        | البحيرات و مصبات الأنهار على الأطلسي                            |
| أبو منجل أقرع شمالي        |        | تشتي في منطقة اللوكوس                                           |
| أبو منجل المصقول           |        | تشتي في المنطقة                                                 |
| أبو طيط ذو العرف           |        | تشتي في البحيرات                                                |
| أبو طيط ذو الأجنحة البيضاء |        | تشتي في البحيرات                                                |
| قطقاط شوكي الجناح          |        | تشتي في البحيرات                                                |
| غراب العقعق                |        | تشتي في البحيرات                                                |
| قطقاط أسود الرأس           |        | تشتي في البحيرات                                                |
| قطقاط أبيض الرأس           |        | تشتي في البحيرات                                                |
| أبو طيط متوج               |        | تشتي في البحيرات                                                |
| قطقاط أبيض الذيل           |        | تشتي في البحيرات                                                |
| تدرج (طائر)                |        | في كل المنطقة                                                   |
| فزان ذهبي                  |        | في كل المنطقة                                                   |
| مرعة الماء                 |        | يشتي في البحيرات و مصبات الأنهار                                |
| تم صامت                    |        | البحيرات و الأنهار                                              |
| دوري شائع                  |        | في كل المنطقة                                                   |
| دوري لاتيني                |        | في كل المنطقة                                                   |
| دوري الصخر                 |        | المناطق الجبلية في المنطقة                                      |
| دوري أوراسي                |        | مناطق الحوز و أنجرة و حوضي اللوكوس و تاهدارت                    |
| شحرور                      |        | كل المنطقة                                                      |
| جشنة ريتشارد               |        | تشتي في المنطقة                                                 |
| جشنة الماء                 |        | حوضي تاهدارت و اللوكوس                                          |
| جشنة حمراء الزور           |        | تشتي في المنطقة                                                 |
| حباري صغيرة                |        | السهول الساحلية الأطلسية و حوض اللوكوس                          |
| حباري كبيرة                |        | الريف الغربي و أحواض ورغة - اللوكوس و تاهدارت                   |
| حجل بربري                  |        | في المنطقة بأكملها                                              |
| حدأة سوداء                 |        | في المنطقة بأكملها                                              |
| حدأة حمراء                 |        | أعالي الجبال بمناطق تلاسمطان - بوهاشم - تيزيران - تدغين و تازقة |
| حسون                       |        | كامل المنطقة                                                    |
| حمام جبلي                  |        | المغارات - أعالي الجبال و الجبال الساحلية                       |
| حمام بري                   |        | المنطقة بأكملها                                                 |
| حمامة الغابة               |        | المنطقة بأكملها                                                 |
| الحمام الرمادي             |        | المنطقة بأكملها                                                 |
| حمام زاجل                  |        | المنطقة بأكملها                                                 |
| الحميراء المغربية          |        | المنطقة بأكملها                                                 |
| حميراء دبساء               |        | المنطقة بأكملها                                                 |
| الحميراء بيضاء الجبهة      |        | المنطقة بأكملها                                                 |
| أبو الحناء الأوروبي        |        | المنطقة بأكملها                                                 |
| خطاف الذباب الأبقع         |        | المنطقة بأكملها                                                 |
| الذبابي                    |        | المنطقة بأكملها                                                 |
| وروار مدغشقري              |        | جبال تازقة                                                      |
| وروار أوروبي               |        | ضفاف الأنهار - التلال و السهول                                  |
| سنونو أبيض البطن           |        | المنطقة بأكملها                                                 |
| خطاف المخازن               |        | المنطقة بأكملها                                                 |
| عصفور الجنة أحمر العجز     |        | المنطقة بأكملها                                                 |
| سنونو الجرف الأوراسي       |        | المنطقة بأكملها                                                 |
| سنونو الرمل                |        | الشواطئ                                                         |
| خطاف المراعي               |        | المنطقة بأكملها                                                 |
| درسة القمح                 |        | المنطقة بأكملها                                                 |
| رخمة مصرية                 |        | المنطقة بأكملها                                                 |
| زرزور شائع                 |        | المنطقة بأكملها                                                 |
| الزرزور الأسود             |        | المنطقة بأكملها                                                 |
| زقزاق مطوق                 |        | السواحل - البحيرات و مصبات الٲنهار                              |
| قطقاط مطوق صغير            |        | مصبات الٲنهار و البحيرات الساحلية                               |
| قطقاط اسكندراني            |        | البحيرات و السواحل و مصبات الٲنهار                              |
| زقزاق راعي                 |        | البحيرات و مصبات الٲنهار                                        |
| قطقاط الرمل الكبير         |        | البحيرات و مصبات الٲنهار                                        |
| زقزاق ٲوراسي               |        | البحيرات و مصبات الٲنهار على الٲطلسي                            |
| زقزاق الماء                |        | البحيرات و مصبات الٲنهار                                        |
| سبد ٲوروبي                 |        | جبال الريف و حوضي اللكوس و تاهدارت                              |
| الشاهين البربري            |        | المنطقة بأكملها                                                 |
| شقراق ٲوروبي               |        | المنطقة بأكملها                                                 |
| حسون الظالم                |        | المنطقة بأكملها                                                 |
| شرشور                      |        | المناطق الجبلية                                                 |
| صفير ذهبي                  |        | سفوح الجبال                                                     |
| صقر وكري                   |        | جبال تازقة                                                      |
| غر ٲوراسي                  |        | البحيرات القارية                                                |
| الغرة المتوجة              |        | البحيرات و المستنقعات بتازقة و حوضي تاهدارت و اللكوس            |
| الغرغر                     |        | جبال تازقة                                                      |
| غطاس متوج                  |        | البحيرات القارية                                                |
| غطاس ٲسود الرقبة           |        | البحيرات و مصبات الٲنهار                                        |
| زهوت                       |        | البحيرات القارية                                                |
| غواص ٲحمر الحنجرة          |        | ٲعالي البحار بكل السواحل                                        |
| بط صفار ذو لونين           |        | البحيرات و المسطحات المائية                                     |
| اوز التايكا                |        | البحيرات الجبلية الباردة                                        |
| اوز كبيرابيض الواجهتين     |        | البحيرات و المسطحات المائية                                     |
| اوز رمادي                  |        | البحيرات و المسطحات المائية                                     |
| اوز الثلج                  |        | المناطق الجبلية الباردة                                         |
| اوز أسود                   |        | البحيرات و المسطحات المائية                                     |
| اوز برانت                  |        | البحيرات و المسطحات المائية                                     |
| بط أبو فروة                |        | البحيرات و المسطحات المائية بالمناطق الجبلية                    |
| اوز حافز الجناحين          |        | المنطقة بأكملها                                                 |
| بط صيني                    |        | البحيرات و المسطحات المائية                                     |
| بط صفار أمريكي             |        | البحيرات و المسطحات المائية                                     |
| بط شتوي أخضر الجناحين      |        | البحيرات و المسطحات المائية                                     |
| بط بري أزرق الجناحين       |        | البحيرات و المسطحات المائية                                     |
| بط المجرفة الشمالي         |        | البحيرات و المسطحات المائية                                     |
| بط ذو عصابة العنق          |        | البحيرات و المسطحات المائية                                     |
| بط ذو قنبرة                |        | البحيرات و المسطحات المائية                                     |
| بط رخامي                   |        | البحيرات و المسطحات المائية                                     |
| بط ذو عينين ذهبيتين        |        | البحيرات و المسطحات المائية                                     |
| بلقشة شائعة                |        | البحيرات و المسطحات المائية                                     |
| بط رودي                    |        | البحيرات و المسطحات المائية بالريف الغربي                       |
| بط أبيض الرأس              |        | البحيرات و المسطحات المائية                                     |
| دراج مزدوج الحافز          |        | المنطقة بأكملها                                                 |
| سمان                       |        | المنطقة بأكملها                                                 |
| غواص قطبي                  |        | البحيرات و المسطحات المائية                                     |
| غواص شائع                  |        | سواحل البحر الأبيض المتوسط                                      |
| الفلمار الشمالي            |        | سواحل الريف الغربي الأطلسية                                     |
| نوء بيلوير                 |        | كافة سواحل البحر                                                |
| جلم ماء كوري               |        | كافة سواحل البحر                                                |
| جلم كبير                   |        | كافة سواحل البحر                                                |
| جلم سخامي                  |        | كافة سواحل البحر                                                |
| جلم البليار                |        | كافة سواحل البحر                                                |
| نوء ويلسون                 |        | كافة سواحل البحر                                                |
| نوء أبيض الوجه             |        | كافة سواحل البحر                                                |
| نوء أوروبي                 |        | كافة سواحل البحر                                                |
| نوء ليتش                   |        | كافة سواحل البحر                                                |
| نوء ماديران                |        | كافة سواحل البحر                                                |
| أطيش بني                   |        | كافة سواحل البحر                                                |
| أطيش شمالي                 |        | كافة السواحل البحرية                                            |
| غراب البحر                 |        | البحيرات و المسطحات المائية و سواحل البحر                       |
| غاق شائع                   |        | البحيرات و المسطحات المائية الساحلية و الشواطئ البحرية          |
| اوز الفول                  |        | المناطق الجبلية                                                 |
| اوز غراء كبير              |        | البحيرات و المستنقعات الجبلية                                   |
| إوز غامبيا                 |        | البحيرات و الأنهار                                              |
| بلبول (بطة)                |        | يشتي في البحيرات                                                |
| الكيش (أبو مجرف)           |        | بحيرات الريف الغربي                                             |
| بط أحمر المنقار            |        | يشتي في البحيرات                                                |
| بط اسكوبي                  |        | يشتي في البحيرات                                                |
| بلقشة شائعة                |        | يشتي في البحيرات                                                |
| بط أسقطور مخملي            |        | يشتي في البحيرات                                                |
| بجع أبيض                   |        | يشتي في البحيرات                                                |
| واق أوراسي                 |        | البحيرات و المستنقعات                                           |
| واق صغير                   |        | البحيرات و المستنقعات                                           |
| بلشون الليل                |        | البحيرات و المستنقعات بالريف و الساحل                           |
| بلشون البحيرات الذهبي      |        | البحيرات و المستنقعات بالريف و الساحل                           |
| أبو قردان                  |        | المنطقة بأكملها                                                 |
| بلشون أبيض صغير            |        | البحيرات و المسطحات المائية                                     |
| بلشون أبيض كبير            |        | الريف الأوسط                                                    |
| بشون رمادي                 |        | كل المنطقة                                                      |
| بلشون أرجواني              |        | كل المنطقة                                                      |
| أبو ملعقة أبيض             |        | البحيرات و المستنقعات                                           |
| بشروش                      |        | البحيرات و المسطحات المائية                                     |
| حوام النحل الأوروبي        |        | الريف الغربي                                                    |
| كوهية                      |        | كل المنطقة                                                      |
| بلبل شائع                  |        | كل المنطقة                                                      |
| أبو شودة                   |        | الريفين الغربي و الأوسط و اللكوس                                |
| نسر أسمر                   |        | تازقة                                                           |
| نسر رمادي                  |        | المناطق الجبلية و التلية                                        |
| عقاب صرارة                 |        | المنطقة بأكملها                                                 |
| مرزة المستنقعات            |        | المنطقة بأكملها                                                 |
| مرزة الدجاج                |        | الريفين الغربي والأوسط - اللكوس                                 |
| باشق حزين الترتيل          |        | المنطقة بأكملها                                                 |
| باز شمالي                  |        | الريف الغربي                                                    |
| باشق أوراسي                |        | كل المنطقة                                                      |
| حوام السهول                |        | كل المنطقة                                                      |
| صقر جراح                   |        | كل المنطقة                                                      |
| عقاب مسيرة صغرى            |        | المنطقة بأكملها                                                 |
| عقاب ذهبية                 |        | المنطقة بأكملها                                                 |
| عقاب أصحم                  |        | المنطقة بأكملها                                                 |
| عقاب ملكي إسباني           |        | جبل موسى                                                        |
| عوسق صغير                  |        | جبال الريف - تاهدارت و اللوكوس                                  |
| صقر الجراد                 |        | المنطقة بأكملها                                                 |
| لزيق (طائر)                |        | المنطقة بأكملها                                                 |
| يؤيؤ                       |        | الريف و مضايقه الغربية- اللكوس و تاهدارت                        |
| شويهن                      |        | المنطقة بأكملها                                                 |
| صقر أسحم                   |        | المنطقة بأكملها                                                 |
| صقر حر                     |        | المنطقة بأكملها                                                 |
| شاهين                      |        | المنطقة بأكملها                                                 |
| الشاهين البربري            |        | المنطقة بأكملها                                                 |
| مرعة كارولينا              |        | البحيرات و المستنقعات                                           |
| سحنون صغير                 |        | تشتي في البحيرات                                                |
| مرعة منقطة                 |        | البحيرات و المستنقعات                                           |
| مرعة صغيرة                 |        | البحيرات و المستنقعات                                           |
| مرعة بايلون                |        | البحيرات و المستنقعات                                           |
| دجاجة الماء                |        | البحيرات و مصبات الأنهار و المستنقعات                           |
| دجاجة الماء الأرجوانية     |        | البحيرات و الأنهار                                              |
| رهو                        |        | البحيرات و المسطحات المائية                                     |
| كركي شائع                  |        | البحيرات و المسطحات المائية                                     |
| صائد المحار الأوراسي       |        | المسطحات المائية في الريف الغربي و اللكوس                       |
| كروان صحراوي               |        | المنطقة بأكملها                                                 |
| نكات العالم القديم         |        | البحيرات والمسطحات المائية                                      |
| كروان عسلي                 |        | المنطقة بأكملها                                                 |
| أبو اليسر مطوق             |        | المنطقة بأكملها                                                 |
| زقزاق مطوق                 |        | البحيرات والمسطحات المائية                                      |
| قطقاط ذهبي أمريكي          |        | البحيرات والمسطحات المائية                                      |
| قطقاط ذهبي أوروبي          |        | البحيرات والمسطحات المائية                                      |
| قطقاط اجتماعي              |        | البحيرات والمسطحات المائية                                      |
| قطقاط رمادي                |        | البحيرات والمسطحات المائية                                      |
| دريجة مستدقة المنقار       |        | البحيرات والمسطحات المائية                                      |
| أبو طيط ذو العرف           |        | بحيرات الريف و اللكوس                                           |
| مدروان                     |        | البحيرات والمسطحات المائية                                      |
| دريجة بنية العنق           |        | البحيرات والمسطحات المائية                                      |
| دريجة سوداء الظهر          |        | البحيرات والمسطحات المائية                                      |
| دريجة صغيرة                |        | البحيرات والمسطحات المائية                                      |
| دريجة عريضة المنقار        |        | البحيرات والمسطحات المائية                                      |
| دريجة كروانية              |        | البحيرات والمسطحات المائية                                      |
| دريجة حزامية الأقدام       |        | البحيرات والمسطحات المائية                                      |
| شنقب شائع                  |        | البحيرات والمسطحات المائية                                      |
| شنقب صغير                  |        | البحيرات والمسطحات المائية                                      |
| دريجة برتقالية الصدر       |        | البحيرات والمسطحات المائية                                      |
| شنقب طويل المنقار          |        | البحيرات والمسطحات المائية                                      |
| ديك الغاب                  |        | الريف الغربي                                                    |
| كروان الماء                |        | البحيرات والمسطحات المائية                                      |
| كروان الماء صغير           |        | البحيرات والمسطحات المائية                                      |
| طيطوي أحمر الساق أرقط      |        | البحيرات والمسطحات المائية                                      |
| طيطوي المستنقع             |        | البحيرات والمسطحات المائية                                      |
| طيطوي أحمر الساق           |        | البحيرات والمسطحات المائية                                      |
| طيطوي أخضر الساق           |        | البحيرات والمسطحات المائية                                      |
| طيطوي أصفر الساق           |        | البحيرات والمسطحات المائية                                      |
| طيطوي أخضر                 |        | البحيرات والمسطحات المائية                                      |
| طيطوي الغياط               |        | البحيرات والمسطحات المائية                                      |
| طيطوي نكات                 |        | البحيرات والمسطحات المائية                                      |
| طيطوي شائع                 |        | البحيرات والمسطحات المائية                                      |
| فلروب ثلاثي الألوان        |        | البحيرات والمسطحات المائية                                      |
| كركر كبير                  |        | اسواحل البحر                                                    |
| طيطوي منقط                 |        | البحيرات والمسطحات المائية                                      |
| قنبرة الماء                |        | البحيرات والمسطحات المائية                                      |
| كركر بوماريني              |        | السواحل الأطلسية                                                |
| نورس فرانكلين              |        | كافة الشواطئ                                                    |
| نورس صغير                  |        | كافة الشواطئ                                                    |
| نورس أدوين                 |        | كافة الشواطئ                                                    |
| نورس شوكي الذيل            |        | كافة الشواطئ                                                    |
| نورس فيلادلفيا             |        | كافة الشواطئ                                                    |
| نورس أسود الرأس            |        | كافة الشواطئ                                                    |
| نورس رمادي الرأس           |        | كافة الشواطئ                                                    |
| نورس مستدق المنقار         |        | كافة الشواطئ                                                    |
| نورس ديلاوير               |        | كافة الشواطئ                                                    |
| نورس فضي                   |        | سواحل تاهدارت                                                   |
| نورس أغبس                  |        | كافة الشواطئ                                                    |
| نورس شائع                  |        | كافة الشواطئ                                                    |
| نورس أصفر الساق            |        | كافة الشواطئ                                                    |
| نورس أزرق الجناح           |        | كافة الشواطئ                                                    |

## الحياة البحرية

### الثدييات البحرية
| النوع                       | الصورة | التوزيع                          |
| --------------------------- | ------ | -------------------------------- |
| حوت قاتل                    |        | بحر المجاز (مضيق جبل طارق)       |
| الشبه أركة                  |        | كل السواحل                       |
| خنزير البحر                 |        | السواحل الأطلسية و مضيق جبل طارق |
| دلفين شائع ذو منقار صغير    |        | كل السواحل                       |
| دلفين شائع قاروري الأنف     |        | كل السواحل                       |
| دلفين أزرق أبيض             |        | كل السواحل                       |
| دلفين ريسو                  |        | كل السواحل                       |
| الحوت الطيار ذو زعانف طويلة |        | كل السواحل                       |
| حوت أزرق                    |        | السواحل الأطلسية                 |
| حوت زعنفي                   |        | كل السواحل                       |
| حوت ساي                     |        | السواحل الأطلسية                 |
| جمل البحر                   |        | السواحل الأطلسية                 |
| حوت العنبر                  |        | السواحل الأطلسية                 |
| حوت شمال الٲطلسي الصائب     |        | السواحل الٲطلسية و مضيق جبل طارق |
| حوت بريدي                   |        | السواحل الٲطلسية                 |
| الدلفين ذو الٲسنان الخشنة   |        | كل السواحل                       |
| الدلفين الٲطلسي             |        | كل السواحل                       |
| دلفين فريزر                 |        | السواحل الٲطلسية                 |
| الحوت الرائد                |        | كل السواحل                       |
| الحوت الرائد قصير الزعانف   |        | السواحل الٲطلسية                 |
| الحوت القاتل القزم          |        | كل السواحل                       |
| حوت العنبر القزم            |        | السواحل الٲطلسية                 |
| خنزير البحر هاربور          |        | السواحل الٲطلسية و مضيق جبل طارق |
| حوت بلينفيل ذو المنقار      |        | كل السواحل                       |
| حوت المنك الشائع            |        | كل السواحل                       |

### الزواحف البحرية
| النوع                     | الصورة | التوزيع                                             |
| ------------------------- | ------ | --------------------------------------------------- |
| سلحفاة بحرية ضخمة الرأس   |        | كافة السواحل و مصبات الأنهار و البحيرات الساحلية    |
| سلحفاة خضراء              |        | كافة السواحل و البحيرات الساحلية                    |
| لجأة صقرية المنقار        |        | كافة السواحل و البحيرات الساحلية                    |
| لجأة كمب                  |        | كافة السواحل و البحيرات الساحلية على المحيط الأطلسي |
| سلحفاة المحيط جلدية الظهر |        | كافة السواحل و البحيرات الساحلية                    |

### الأسماك
| النوع                        | الصورة | التوزيع                                       |
| ---------------------------- | ------ | --------------------------------------------- |
| سمك القراض                   |        | السواحل المتوسطية                             |
| أسبور برطام                  |        | كل السواحل                                    |
| أسبور مستدق الفم             |        | كل السواحل                                    |
| شرغوش                        |        | سواحل الريف الأوسط و البحيرات الساحلية        |
| أسبور شائع                   |        | كل السواحل                                    |
| أسبور حلقي                   |        | السواحل المتوسطية                             |
| الباجو الشائع                |        | كل السواحل                                    |
| الباجو الوردي                |        | كل السواحل                                    |
| الفريدي                      |        | كل السواحل                                    |
| ضوري مذهب                    |        | كل السواحل                                    |
| البوري غليظ الشفتين          |        | كل السواحل                                    |
| بوري الحشو                   |        | كل السواحل                                    |
| بوري (سمك)                   |        | كل السواحل و البحيرات الشاطئية                |
| البوري النطاط                |        | البحيرات و الأنهار الشاطئية                   |
| البوري المذهب                |        | البحيرات و الأنهار الشاطئية                   |
| أبو سيف الأطلسي              |        | أعالي البحار بكافة السواحل                    |
| أبو سيف المتوسطي             |        | أعالي البحر الأبيض المتوسط                    |
| الماكيريا السوداء            |        | أعالي البحر بالمحيط الأطلسي                   |
| السمك الموز (البوقة)         |        | كل السواحل                                    |
| أبو منقار                    |        | كل السواحل                                    |
| البينيث السردينية            |        | كافة السواحل                                  |
| أبو منشار ذو الأسنان الصغيرة |        | السواحل الأطلسية                              |
| أبو منشار الشائع             |        | السواحل الأطلسية                              |
| تونة وثابة                   |        | كل السواحل                                    |
| التونة الفرقاطة              |        | كل السواحل                                    |
| أريوان                       |        | أنهار و بحيرات جبال تازقة                     |
| التن الأبيض                  |        | كل السواحل                                    |
| التن الأحمر                  |        | السواحل المتوسطية                             |
| التن السمين                  |        | السواحل الأطلسية                              |
| طربوت عملاق                  |        | كل السواحل                                    |
| طربوت ملتح                   |        | كل السواحل                                    |
| راسون                        |        | كل السواحل                                    |
| الغراء الكبيرة               |        | كل السواحل                                    |
| الغراء الصغيرة               |        | كل السواحل                                    |
| الغراء سوداء الفم            |        | كل السواحل                                    |
| الغراء الأطلنطية             |        | السواحل المتوسطية و مضيق جبل طارق             |
| الحلامة                      |        | كل السواحل                                    |
| الحفار                       |        | كل السواحل                                    |
| السمكة المخيفة               |        | كل السواحل                                    |
| لبروس بالاني                 |        | السواحل الأطلسية                              |
| الدرعي                       |        | كل السواحل                                    |
| الرابوز                      |        | كل السواحل                                    |
| عقرب البحر الخنزيري          |        | كل السواحل                                    |
| عقرب البحر ذو البثرات        |        | كل السواحل                                    |
| عقرب البحر الأسود            |        | كل السواحل                                    |
| عقرب البحر الوردي            |        | كل السواحل                                    |
| راسكاس الصخور                |        | كل السواحل                                    |
| الراية الشائعة               |        | كل السواحل                                    |
| الراية طويلة الأنف           |        | كل السواحل                                    |
| الراية ذات الجلد الخشن       |        | كل السواحل                                    |
| أبو مهماز                    |        | كل السواحل                                    |
| الراية الشقراء               |        | كل السواحل                                    |
| الراية المتموجة              |        | كل السواحل                                    |
| الرعادة الأطلسية             |        | كل السواحل                                    |
| الرعادة الرخامية             |        | كل السواحل                                    |
| الرعادة الشائعة              |        | كل السواحل                                    |
| طريغلا رمادية                |        | كل السواحل                                    |
| طريغلا شائعة                 |        | السواحل المتوسطية                             |
| طريغلا لؤلئية                |        | كل السواحل                                    |
| طريغلا حمراء                 |        | السواحل المتوسطية                             |
| طريغلا محززة                 |        | السواحل المتوسطية                             |
| طريغلا طيارة                 |        | السواحل المتوسطية                             |
| طريغلا طيارة شرقية           |        | السواحل المتوسطية                             |
| طريغلا فارسة                 |        | السواحل المتوسطية                             |
| بربوني                       |        | كل السواحل                                    |
| البربوني الأحمر              |        | كل السواحل                                    |
| البربوني السنغالي            |        | السواحل الأطلسية                              |
| دنيس                         |        | السواحل بأكملها                               |
| سمك الكراكي                  |        | بحيرات سد الوحدة و السهلة و بوهودة            |
| القنبر                       |        | كل السواحل                                    |
| شبوط شائع (سمك)              |        | البحيرات و المجاري المائية ذات الصبيب المنخفض |
| مبروك الحشائش                |        | المجاري المائية بحوض اللوكوس                  |
| مبروكة الزبدية               |        | بحيرات سد الوحدة و ٲسفالو و وادي المخازن      |
| الشخار الزائف                |        | السواحل الٲطلسية و سواحل الريف الٲوسط         |
| الشخار المخطط                |        | كل السواحل                                    |
| الشخار المتوسطي              |        | كل السواحل                                    |
| الجوريل المتوسطي             |        | كل السواحل                                    |
| الجوريل الٲوروبي             |        | كل السواحل                                    |
| جوريل ٲعالي البحار           |        | كل السواحل                                    |
| الشعرية                      |        | كل السواحل                                    |
| السبتة السوداء               |        | السواحل الٲطلسية                              |
| السبتة غمد الخنجر            |        | كل السواحل                                    |
| سمك موسى الشائع              |        | كل السواحل                                    |
| قنجر                         |        | كل السواحل                                    |
| الفرخ البلياري               |        | كل السواحل                                    |
| فرس البحر المبقع             |        | كل السواحل                                    |
| فرس البحر اللين              |        | كل السواحل                                    |

### الجلكانيات
| النوع      | الصورة | التوزيع    |
| ---------- | ------ | ---------- |
| جلكى بحرية |        | كل السواحل |

### الرخويات
| النوع                     | الصورة | الانتشار                 |
| ------------------------- | ------ | ------------------------ |
| الاخطبوط الأبيض           |        | سائر السواحل             |
| اخطبوط eledone moschata   |        | كل السواحل               |
| الاخطبوط الشائع           |        | كل السواحل               |
| اخطبوط octopus defilippi  |        | كل السواحل               |
| عنقريط                    |        | كل السواحل               |
| اخطبوط octopus macropus   |        | في السواحل المتوسطية فقط |
| اخطبوط scqeurgus          |        | في السواحل المتوسطية فقط |
| بلح البحر                 |        | كل السواحل               |
| الحبار الشائع             |        | كل السواحل               |
| الحبارة الأوروبية         |        | كل السواحل               |
| الحبارة المجزعة           |        | كل السواحل               |
| الحبارة الشائعة الأوروبية |        | كل السواحل               |